# Arsinoé IV.
Arsinoé IV. (62/61 př. n. l., Alexandrie – 41 př. n. l., Efez) byla nejmladší dcera Ptolemaia XII. a sestra Ptolemaia XIII., Ptolemaia XIV. a Kleopatry VII. Po smrti svého otce společně vládla s Ptolemaiem XIII. a Kleopatrou VII.

## Povstání
Arsinoé se podílela na odboji (Alexandrijská válka), který zahájil její mladší bratr Ptolemaios XIII., při kterém se snažil vyhnat Římany z Egypta. Jeho a její jednotky povstaly a obléhaly palác, ve kterém sídlil Julius Caesar. Caesar však nechtěl, aby se Arsinoé a Ptolemaios spojili s povstalci, a proto je zajal. Chtěl mít absolutní kontrolu nad královskou rodinou. Podařilo se mu utéct na maják Faros, kde Arsinoé spolu s jejím bratrem věznil.

## Útěk
Na jaře roku 48 př. n. l. se Arsinoé podařilo uniknout zpět do Egypta, kde se navzdory Kleopatře stala egyptskou královnou. Po útěku z paláce zahájila útok, aby osvobodila maják Faros z rukou Caesara a její sestry Kleopatry. Římská vojska, ochromená momentem překvapení a zuřivosti útoku, se poddala. Caesar, aby se zachránil, skočil do moře, kde ztratil svůj plášť, který pak Arsinoé sloužil jako trofej. Symbolem jejího vítězství byl maják Faros.

## Zajetí
Po porážce Caesar povolal posily a porazil Arsinoéina bratra Ptolemaia XIII., který se utopil v Nilu. Po jeho smrti vnikly římské posily do Alexandrie a Arsinoé zajaly. Tím se stala Caesarovou trofejí. Věznili ji v Alexandrii. Caesar si ji pak vzal s sebou do Říma jako symbol svého vítězství v Egyptě. Podle tradice vůdce poraženého národa ukazovali lidu v triumfálním průvodu vítězného vojevůdce. Roku 46 př. n. l. jím byla Arsinoé a za ní hořela napodobenina majáku Faros. Vyvrcholením průvodu podle tradice mělo být usmrcení poraženého vůdce před zrakem davu. Jelikož byla Arsinoé ještě dítě, porušil Caesar tradici a ponechal ji na živu, avšak pod podmínkou, že už Arsinoé nikdy nevstoupí na půdu Egypta. Proto ji nechal odvést do Artemisionu, chrámu, jenž poskytoval azyl uprchlíkům.

## Smrt
Ale to se nelíbilo Kleopatře. Proto nakonec nechala Arsinoé ve věku kolem 20 let sprovodit ze světa. O tuto službu požádala svého tehdejšího milence, římského patricije Marka Antonia. Ten ji nechal v roce 41 př. n. l. zavraždit. Arsinoé byla nalezena na schodech Artemisionu, což v Římě vyvolalo skandál kvůli znesvěcení svatyně.